# Droga krajowa B440 (Niemcy)
Droga krajowa 440 (niem. Bundesstraße 440) – niemiecka droga krajowa przebiegająca z północnego zachodu na południowy wschód i łączy Rotenburg (Wümme) z autostradą A7 na węźle Dorfmark w Dolnej Saksonii.